# Dan Lauria
Dan Lauria (Brooklyn, 12 aprile 1947) è un attore statunitense.

## Biografia
Figlio di Joseph J. Lauria e Carmela Luongo, ha vissuto anche a Lindenhurst nello Stato di New York. Si è laureato alla Lindenhurst Senior School nel 1965 come giocatore di football americano e ha insegnato brevemente educazione fisica alla Lindenhurst High School. Ha iniziato a recitare mentre frequentava la Southern Connecticut State University a New Haven, nel Connecticut, con una borsa di studio per il football americano.
Ha prestato servizio da ufficiale del Corpo dei Marines nella Guerra del Vietnam, comandando un plotone ad An Lộc, località vicino al confine cambogiano e teatro di una delle maggiori battaglie della Guerra. Per una strana analogia, Lauria ha prestato servizio in Vietnam alla stessa età alla quale il suo personaggio Jack Arnold partecipa alla Guerra di Corea. Molto attivo anche in teatro, nella sua carriera ha partecipato a circa duecento produzioni televisive e cinematografiche. È conosciuto in particolare per il ruolo di Jack Arnold nella serie televisiva Blue Jeans (1988-1993).

## Filmografia parziale

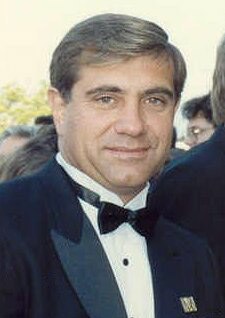
Dan Lauria nel 1989, agli Emmy Award

### Cinema
- Senza traccia (Without a Trace), regia di Stanley R. Jaffe (1983)
- Sorveglianza... speciale (Stakeout), regia di John Badham (1987)
- Occhio al testimone (Another Stakeout), regia di John Badham (1993)
- Independence Day, regia di Roland Emmerich (1996)
- Rivelazione finale (Full Disclosure), regia di John Bradshaw (2001)
- The Spirit, regia di Frank Miller (2008)
- Holidate, regia di John Whitesell (2020)
- A Shot Through the Wall, regia di Aimee Long (2021)

### Televisione
- New York New York - serie TV, 5 episodi (1986-1988)
- Hunter - serie TV, episodi 2x20-2x21 (1986)
- At Mother's Request - serie TV, episodi 1x01-1x02 (1987)
- Blue Jeans (The Wonder Years) - serie TV, 114 episodi (1988-1993)
- Amazing Grace - serie TV, 5 episodi (1995)
- JAG - Avvocati in divisa (JAG) - serie TV, 5 episodi (1996-2003)
- Cinque in famiglia (Party of Five) - serie TV, episodi (1996-1997)
- Chicago Hope - serie TV, episodi 2x12, 2x15 (1996)
- NYPD - New York Police Department - serie TV, episodio 3x11 (1996)
- Walker Texas Ranger - serie TV, episodio 5x23 (1997)
- La signora del West (Dr. Quinn, Medicine Woman) - serie TV, episodio 6x11 (1997)
- Costello - serie TV, 5 episodi (1998)
- Dalla terra alla luna (From the Earth to the Moon) - serie TV, episodi 1x01-1x02 (1998)
- The Hoop Life - serie TV, 22 episodi (1999-2000)
- Law & Order - I due volti della giustizia (Law & Order) - serie TV, episodi 11x06, 11x11 (2000-2001)
- Un detective in corsia (Diagnosis: Murder) - serie TV, episodio 7x16 (2000)
- E.R. - Medici in prima linea (E.R.) - serie TV, episodio 6x18 (2000)
- In tribunale con Lynn (Family Law) - serie TV, episodi 3x05, 3x12 (2001-2002)
- Smallville - serie TV, episodio 1x03 (2001)
- Ed - serie TV, 4 episodi (2002-2004)
- Law & Order - Unità vittime speciali (Law & Order: Special Victims Unit) - serie TV, episodi 4x11, 13x02 (2003-2011)
- Ghost Whisperer - Presenze (Ghost Whisperer) - serie TV, episodio 1x09 (2005)
- 11 settembre - Tragedia annunciata (The Path to 9/11) - miniserie televisiva, episodi 1-2 (2006)
- CSI - Scena del crimine (CSI: Crime Scene Investigation) - serie TV, episodio 6x19 (2006)
- Psych - serie TV, episodio 1x14 (2007)
- The Wedding Bells - serie TV, episodio 1x02 (2007)
- Army Wives - Conflitti del cuore (Army Wives) - serie TV, episodio 2x05 (2008)
- How I Met Your Mother – serie TV, episodio 4x07 (2008)
- Leverage - Consulenze illegali (Leverage) - serie TV, episodio 1x07 (2009)
- The Mentalist - serie TV, episodio 1x20 (2009)
- Criminal Minds - serie TV, episodio 4x24 (2009)
- Law & Order: Criminal Intent - serie TV, episodio 9x15 (2010)
- Harry's Law - serie TV, episodi 2x09, 2x12 (2011-2012)
- Nurse Jackie - Terapia d'urto (Nurse Jackie) - serie TV, episodio 3x08 (2011)
- Sullivan & Son - serie TV, 33 episodi (2012-2014)
- Perception - serie TV, 5 episodi (2012-2015)
- NCIS: Los Angeles - serie TV, episodio 3x18 (2012)
- The Good Wife - serie TV, episodi 5x04, 7x05 (2013-2015)
- Person of Interest - serie TV, episodio 2x17 (2013)
- Hot in Cleveland - serie TV, 3 episodi (2014)
- Blue Bloods - serie TV, episodi 6x04, 10x08 (2015-2019)
- Grey's Anatomy - serie TV, episodio 11x16 (2015)
- Non sono pronta per Natale (I'm Not Ready for Christmas), regia di Sam Irvin – film TV (2015)
- Pitch – serie TV, 10 episodi (2016)
- Royal Pains - serie TV, episodi 8x01-8x02 (2016)
- Elementary - serie TV, episodio 5x19 (2017)
- NCIS - Unità anticrimine (NCIS) - serie TV, episodio 15x09 (2017)
- The Night Shift - serie TV, episodio 4x07 (2017)
- This Is Us - serie TV, 3 episodi (2018-2021)
- Shameless - serie TV, 3 episodi (2018)
- The Resident - serie TV, episodio 2x16 (2019)
- Station 19 - serie TV, episodio 3x14 (2020)
- MacGyver - serie TV, episodio 5x06 (2021)
- The Goldbergs - serie TV, episodio 9x04 (2021)
- Fantasy Island - serie TV, episodio 2x10 (2023)
- The Good Doctor - serie TV, episodio 6x22 (2023)

## Doppiatori italiani
Nelle versioni in italiano delle opere in cui ha recitato, Dan Lauria è stato doppiato da:
- Paolo Buglioni in Occhio al testimone, Rivelazione finale, Grey's Anatomy, Pitch, NCIS - Unità anticrimine, The Good Doctor
- Michele Gammino in CSI - Scena del crimine, The Mentalist, Shameless
- Angelo Nicotra in The Spirit, Criminal Minds
- Claudio Fattoretto in Top Secret
- Gianni Williams in Sorveglianza... speciale
- Massimo Corvo in Blue Jeans
- Alessandro Rossi in Dalla Terra alla Luna
- Michele Kalamera in Law & Order - I due volti della giustizia
- Domenico Maugeri in Smallville
- Renato Mori in Oltre la legge
- Giorgio Locuratolo in Law & Order - Unità vittime speciali (ep. 4x11)
- Roberto Draghetti in Law & Order - Unità vittime speciali (ep. 13x02)
- Bruno Alessandro in Ghost Whisperer - Presenze
- Stefano De Sando in 11 settembre - Tragedia annunciata
- Pasquale Anselmo in Psych
- Gianni Gaude in How I Met Your Mother
- Elio Zamuto in Leverage - Consulenze illegali
- Cesare Rasini in Law & Order: Criminal Intent
- Saverio Moriones in Perception
- Paolo Marchese in NCIS: Los Angeles
- Gianni Giuliano in Person of Interest
- Nino Prester in Blue Bloods
- Ugo Maria Morosi in Elementary
- Enzo Avolio in Station 19
- Dario Oppido in Holidate
- Gerolamo Alchieri in MacGyver